# Тезиев, Олег Джериханович
Олег Джериханович Тезиев (род. 16 сентября 1948, Кадгарон, Северная Осетия) — юго-осетинский государственный и политический деятель, премьер-министр Южной Осетии в 1991—1993 годах.

## Биография

### Происхождение и образование
Родился 16 января 1948 года в селении Кадгарон, Северная Осетия в семье военного летчика, участника Великой Отечественной войны Джерихана Габлаевича Тезиева и его супруги Раисы Газаковны Тезиевой, урождённой Ваниевой, которая работала учительницей .
Учился в школах военных гарнизонов по месту службы отца в Калининграде, в Черняховске и Пскове, а 11 класс окончил во Владикавказе.
Поступил в СКГМИ на факультет электронной техники.

### Карьера
С 1972 года проходил службу в Советской Армии.
С 1981 по 1987 годы работал в ПО Бином, а затем создал один из первых кооперативов в Осетии САРМАТ.
В 1988 году работал руководителем Ассоциации Делового Сотрудничества ИР.

### Политическая и общественная деятельность
В сентябре 1991 года (при Алане Чочиеве) был приглашён в Южную Осетию на должность командующего вооружённых сил из-за его навыков по закупке оружия для сепаратистов.
С ноября 1991 года также вступил в должность премьер-министра Республики.
Участвовал в подписании Сочинского (Дагомысского) соглашения в 1992 году.
В октябре 1992 года, будучи командующим вооружённых сил Южной Осетии, организовал отправку добровольцев во время Осетино-Ингушского конфликта.
В 1993 году привлекался к уголовной ответственности за захват в 1992 году военной техники и боеприпасов. Оправдан.
В 2002 году работал председателем СОРОО Гражданская инициатива.